# Sakura, la caçadora de cartes
Sakura, la caçadora de cartes (カードキャプターさくら, Kādokyaputā Sakura, Card Captor Sakura), és una sèrie manga creada pel grup CLAMP, adaptada posteriorment en una sèrie d'anime. El manga es va editar per primer cop en català el 2007 per Glénat Editions. El 2023 Norma Editorial va publicar-ne una nova edició.
L'anime original es va emetre en català pel K3 i s'està tornant a emetre al SX3 al gener del 2023, juntament amb la seva seqüela anomenada Sakura, la caçadora de cartes: les cartes transparents. El saló Manga Barcelona de 2023 va premiar Sakura amb el guardó al millor anime amb doblatge en català.

## Història
Al Japó, el manga fou publicat des del maig de 1996 fins al juny del 2000 a la revista Nakayoshi. Després els capítols foren recopilats en 12 volums per l'editorial Kodansha. L'anime constà de 70 episodis dividits en tres temporades, i fou emès des del 7 d'abril de 1998 fins al 21 de març de 2000, a l'emissora japonesa de televisió NHK. Dues pel·lícules varen ser estrenades als anys 1999 i 2000; Sakura, la caçadora de cartes: La pel·lícula i Sakura, la caçadora de cartes: La carta segellada, respectivament.

## Argument
Es narra la història de la Sakura Kinomoto, una nena de deu anys, que viu amb el seu pare, en Fujitaka, i el seu germà Tôya, a la ciutat de Tomoeda, al Japó. La Sakura té diversos amics a l'escola, com la Tomoyo Daidôji (la qual és la seva amiga més propera), la Rika, la Chiharu i la Naoko.
Cert dia, la Sakura es va trobar sola a casa seva, i va sentir uns sorolls estranys a la biblioteca del seu pare. En anar a cercar la font d'aquests sorolls, es va trobar amb un llibre titulat The Clow, el qual té a la portada el gravat d'una estranya criatura encadenada per un sol, tancat amb un cadenat que més tard es descobreix que només les persones que posseeixen màgia poden obrir-lo.
Hi ha dues maneres en què la història comença:
1. A l'anime, la Sakura obre el llibre, i es troba que al seu interior té un mall de cartes. En treure la primera carta, la Sakura comença a llegir el que hi diu. La carta es diu El Vent, i quan la Sakura acaba de llegir el seu nom, un cercle màgic apareix de sobte sota ella, invocant així el poder de la carta, fent-les volar fora de la casa, amb una ràfega de vent.
2. Al manga, per una altra banda, la Sakura simplement troba el llibre buit.

De qualsevol manera, una petita criatura alada anomenada Keroberos (ケロベロス, Cèrber) surt de la portada del llibre, saludant-la molt emfàticament, i informa la Sakura que ell és el Guardià de les Cartes. Aquestes cartes, anomenades Cartes de Clow, varen ser creades per un poderós bruixot, anomenat Clow Reed, feia segles, i que si fossin alliberades del llibre, agafarien forma física i una terrible desgràcia cauria sobre aquest món. La terrible desgràcia de la qual es parla no és una "simple explosió" com en una ocasió pregunta la Sakura, sinó que tots els éssers humans oblidarien aquell sentiment especial que tenen cap als altres. Al començament, la Sakura no està molt segura d'acceptar la missió, però en Keroberos, a qui la Sakura anomena afectuosament 'Kero', la despreocupa, ja que com va aconseguir obrir el llibre, això significava que ella posseïa poders màgics i li ofereix un bastó màgic per capturar les cartes que estan per tota Tomoeda.
Finalment, la Sakura accepta la missió de capturar les Cartes de Clow una per una, però a aquesta difícil missió no estarà sola. Sens dubte estarà acompanyada dels seus amics i amigues, i d'aquells que també volen apoderar-se de les cartes Clow, però que també s'uneixen al seu grup.

## Personatges

### Principals
- Sakura Kinomoto (木之本 さくら, Kinomoto Sakura)

Seiyū: Sakura Tange, Veu de doblatge TVC: Marta Ullod, Veu de doblatge TVV: Rosa López
És la indiscutible protagonista de la sèrie, estudia a l'escola primària de Tomoeda. Va a quart grau i pertany al club d'animadores; la seva missió és caçar totes les Cartes de Clow, que, sense voler, es van escapar quan la Sakura va obrir el llibre que les contenia i les va escampar per tot Tomoeda en invocar la carta del vent. Té el do de veure el futur en somnis. És excel·lent per a les activitats físiques, ja que se li faciliten tots els esports, que aconsegueix dominar en molt poc temps. La seva millor amiga és la Tomoyo, i està enamorada d'en Yukito, el millor amic del seu germà Tôya. El seu nom és el mateix que reben al Japó les flors de cirerer, els Sakura, molt populars al país.
- Shaoran Li (李 小狼, Li Shaoran)

Seiyū: Motoko Kumai, Veu de doblatge: Teresa Soler
És l'antagonista de la sèrie. Arriba des de Hong Kong per intentar reunir les Cartes de Clow. Per això, al principi serà rival directe de la Sakura, ja que segons la seva percepció, ell és l'única persona digna de posseir les cartes; perquè és descendent del bruixot Clow. Encara que en passar el temps es torna amic de la Sakura, i per això l'ajuda i l'aconsella per tal que ella pugui capturar les cartes i aconsegueixi convertir-se en la Senyora de les Cartes. Al principi de la sèrie, en Shaoran sent certa atracció per en Yukito, però amb el temps, descobreix que en realitat està dolçament enamorat de la Sakura i s'hi declara.
- Tomoyo Daidoji (大道寺 知世, Daidōji Tomoyo)

Seiyū: Junko Iwao, Veu de doblatge: Núria Domenèch
És la nena rica de la classe i la millor amiga de la Sakura. Li encanta enregistrar-la amb la seva càmera de vídeo tota l'estona, sobretot quan està intentant capturar una carta de Clow, ja que la Tomoyo confecciona ella mateixa els vestits de la Sakura d'acord amb les circumstàncies. Opina que la Sakura s'ha de vestir apropiadament per a la seva missió com a caçadora de cartes, ja que és una tasca molt especial com per a fer servir roba "normal". A més, s'ha de destacar que és una persona molt madura per a la seva edat.

### Secundaris
- Toya Kinomoto (木之本 桃矢, Kinomoto Tōya)

Seiyū: Tomokazu Seki, Veu de doblatge: Hernan Fernández
És el germà gran (i únic) de la Sakura. Té el do de veure els esperits de gent ja morta, i de saber qui és o no humà. Gràcies a aquest poder pot veure a la seva mare morta quan els visita, i descobrir les identitats secretes de diferents personatges no humans que van apareixent a la sèrie.
- Keroberos (ケルベロス, Keroberosu), més conegut com a Kero (ケロ)

Seiyū: Aya Hisakawa (petit), Veu de doblatge: Roser Aldabó (petit)
Seiyū: Masaya Onosaka (gran), Veu de doblatge: Gal Soler (gran)
És el guardià de les Cartes de Clow i el protector de la Sakura. En la seva veritable forma és un enorme lleó amb armadura, i pot transformar-se en una forma falsa, en un adorable osset groc o taronja amb aletes semblant a un peluix. Té un accent com els d'Osaka, el seu símbol és el del sol, i representa al Foc.
- Yukito Tsukishiro (月城 雪兎, Tsukishiro Yukito). Alter ego: Yue (月)

Seiyū: Megumi Ogata, Veu de doblatge: Jaume Villanueva
En Yukito és el millor amic d'en Tôya. Viu a Tomoeda amb els seus avis, ja que els seus pares es van morir quan ell era petit, però passa molt de temps sol, i és que els seus avis viatgen molt. És el primer amor de la Sakura. En Yukito és en realitat la forma adoptada per en Yue, l'altra bèstia guardiana del llibre de Clow.
En Yue és la veritable forma d'en Yukito. Ell és el guardià, el mestre i el jutge de les cartes. Fou creat, igual que en Keroberos, pel poder del bruixot Clow Reed, però ell va ser dotat amb el poder de la Lluna. De caràcter serè i cara immutable, en Yue estimà profundament en Clow, i no va poder acceptar la seva mort, així doncs, en negar-se a tenir un nou amo (la Sakura), en Clow li ordenà ser el jutge de la persona que assolís reunir de nou totes les cartes Clow, per així dictaminar si era digne o no de ser el seu nou Senyor.
- Mei Lin Li (李 苺鈴, Ri Meirin)

Seiyū: Yukana Nogami, Veu de doblatge: Carme Abril
Aquesta noia xinesa arriba al Japó amb l'objectiu d'ajudar en Shaoran a atrapar les cartes de Clow, i tornar amb ell a la Xina per casar-s'hi (en la versió del manga no existeix). I és que ella és la promesa d'en Shaoran, per una promesa que es varen fer de molt petits (que si en Shaoran no s'enamorés de ningú, llavors es casaria amb la Mei Lin). Al principi ella es comporta de manera molt gelosa, però després entén que en Shaoran estima a la Sakura, i malgrat que ella encara l'estimi, es converteix en la seva millor amiga i l'ajuda a unir-los.
- Eriol Hiragizawa (柊沢 エリオル, Hīragizawa Erioru, pronunciat 'Hiraguizavà' a la versió de TVC)

L'Eriol és un noi que ve del Regne Unit. Sembla un noi normal i corrent, però en realitat és la reencarnació del bruixot Clow Reed. És molt poderós i ve a Tomoeda per a posar a prova la Sakura com a nova Senyora de les cartes, i de pas, que augmentés el seu nivell de màgia per aconseguir canviar totes les cartes de Clow en cartes de Sakura, ja que si no ho feia, les cartes podrien convertir-se en cartes comunes i corrents, sense màgia. L'Eriol viu amb la Nakuru i l'Spinel, els seus guardians (els contraris a en Yue i en Keroberos).

## Manga
Sakura, la caçadora de cartes va començar com una sèrie de manga escrita i il·lustrada pel grup d'artistes de manga Clamp. Va ser serialitzat a la revista mensual de manga shōjo (adreçada a noies) Nakayoshi des del número de maig de 1996 fins a juny del 2000. Els capítols individuals van ser recopilats i publicats en 12 volums tankōbon per Kodansha des del novembre de 1996 fins al juliol de 2000.
El manga fou publicat per primer cop en català per l'editorial Glénat/EDT recopilat en 12 volums de l'1 de novembre de 2007 al 30 d'octubre de 2009. L'any 2023, coincidint per la diada, Norma Editorial va anunciar que publicaria una nova edició del manga en català en 9 volums a partir de desembre del mateix any. Finalment va sortir a la venda el 7 de desembre amb el nom de Cardcaptor Sakura.
El manga té una seqüela anomenada Sakura, la caçadora de cartes: les cartes transparents, que va començar a serialitzar-se el 3 de juny de 2016.

## Anime
La sèrie d'anime, basada en el manga original, fou dirigida per Morio Asaka, animada per l'estudi Madhouse i produïda per l'editorial Kodansha. Està formada per 70 capítols distribuïts en tres temporades. Fou emesa el 7 d'abril de 1998 fins al 21 de març de 2000 pel canal japonès NHK.
A Catalunya, la sèrie fou estrenada pel Canal 33 el 18 de setembre de 2000 fins al 25 de desembre del mateix any, reemetent-se posteriorment pel canal K3 en diverses ocasions. A València, s'emeté en Punt Dos entre 2006 i 2007, reemetent-se al contenidor Babaclub de Canal 9 entre 2012 i 2013, l'últim d'RTVV.
També s'ha emés a l'antic canal de pagament Club Súper 3, de Televisió de Catalunya, que emetia a Vía Digital, primerament en castellà i a partir del mes de juliol del 2003 també en català mitjançant el sistema Dual.
Així com el manga va tenir una seqüela, Sakura, la caçadora de cartes: les cartes transparents també va rebre una adaptació en anime que es va emetre del 7 de gener al 10 de juny de 2018, amb un total de 22 episodis. Va rebre un doblatge en català central el 2023 al SX3.